# Jerzy Kotermak
Jerzy Drohobycz, (Jerzy Kotermak Drusianus, Georgius Drohobicz, Юрій Дрогобич, Юрій Котермак, Георгій з Русі, Юрій зі Львова) ur. ok. 1450 w Drohobyczu, zm. 1494 w Krakowie – doktor medycyny, rektor Uniwersytetu Bolońskiego, profesor Akademii Krakowskiej.

## Edukacja
Pod koniec 1468 lub na początku 1469 rozpoczął naukę na Akademii Krakowskiej, gdzie otrzymał tytuł licencjata (1470) oraz tytuł magistra (1473). Studiował medycynę i sztuki wyzwolone na Uniwersytecie w Bolonii, gdzie został doktorem filozofii (ok. 1478) i medycyny (ok. 1482).  W 1483 wydał książkę Iudicium pronosticon Anii 1483 currentis Magistri Georgii Drohobicz de Russia.
Pierwszy doktor medycyny z terenu współczesnej Ukrainy. Sprawował funkcję profesora oraz rektora na Uniwersytecie Bolońskim oraz profesora Akademii Krakowskiej. Autor pierwszego ukraińskiego dzieła drukowanego w języku łacińskim Judicium prenosticon Magistri Georgii Drohobicz de Russia.
Przyjaciel Mikołaja Wódki z Kwidzyna i Łukasza Waczenrode. Jego biografię opublikował Jarosław Isajewycz w Kijowie w r. 1972.
Zmarł 4 lipca 1494 roku w Krakowie.